# Blessed Curse
Blessed Curse ist eine US-amerikanische Thrash-Metal-Band aus Colfax, Kalifornien, die im Jahr 2001 unter dem Namen Atrosity gegründet wurde, sich dann in Devastator umbenannte und sich schließlich Blessed Curse nannte.

## Geschichte
Die Band wurde im Herbst 2001 von Sänger und Gitarrist Tyler Satterlee und Schlagzeuger Derek Bean gegründet. Die beiden Schulfreunde begannen zusammen Lieder von Bands wie Slayer, Metallica, Megadeth, Iron Maiden, Motörhead, Judas Priest und Black Sabbath zu covern, wobei sie sich Atrosity nannten. Im Jahr 2002 kam Bassist Patrick Hamby zur Band. Die Gruppe setzte das Covern von Liedern fort und spielte die ersten lokalen Auftritte. Anfang 2005 veröffentlichte die Band mit Fuck Everything ihre erste EP. Im selben Jahr spielte die Band außerdem als Vorgruppe für Kreator und Overkill. Im Jahr 2006 musste sich die Band in Devastator umbenennen, da es bereits eine gleichnamige deutsche Band gab. Unter ihrem neuen Namen nahm die Band die EP Crush and Kill, die am Freitag, den 13. Oktober veröffentlicht wurde. Die EP wurde live innerhalb von zwei Tagen aufgenommen. 
Im Jahr 2007 folgten Auftritte in Kalifornien zusammen mit Merciless Death, Hatchet, Warbringer, Fueled by Fire, Ghoul, Dekapitator und Avenger of Blood. Außerdem hielt die Band Touren ab mit Kreator, Sodom, 3 Inches of Blood, Napalm Death, Overkill, Hirax und Dragonlord. Im Herbst 2007 begab sich die Band ins Studio in Petaluma, um die nächste EP Slaughtered Like Pigs... mit der Unterstützung von Slave Productions aufzunehmen. Nach den Aufnahmen folgte eine Tour zusammen mit Hatchet. Im Jahr 2008 schlossen sich weitere Touren zusammen mit M.O.D., Heathen und Agent Steel an. Zudem erreichte die Band einen Vertrag bei Salem Rose Music. Im Jahr 2009 nahm die Band mit Burn the Beast eine weitere EP auf, die von Juan Urteaga (Testament, Machine Head, Sadus) in den Trident Studios aufgenommen, abgemischt und gemastert wurde. Der Veröffentlichung folgte eine Tour durch die USA, die Auftritte in 40 Städten umfasste, zusammen mit der Band Rattlehead. 
Nach der Tour begab sich die Band in eine Pause, wobei nur einige wenige Auftritte im Jahr 2010 folgten. Die Band nannte sich danach Blessed Curse, da es ein Segen und ein Fluch zugleich sei, in einer Band zu spielen. Im Jahr 2011 begab sich die Band erneut in die Trident Studios mit Produzent Juan Urteaga, um ihr selbstbetiteltes Debütalbum aufzunehmen. Außerdem unterschrieb die Band einen Vertrag bei Cyclone Empire. Nachdem das Album fertiggestellt worden waren, schlossen sich Auftritte mit Death Angel, Destruction, Warbringer, Dirty Rotten Imbeciles, EvilDead, Hatchet, Bonded by Blood, Exmortus, Sacrificial Slaughter und Witchaven, sowie eine Sommertournee 2012 an. with plans to do a full US tour again this summer, 2012.

## Stil
Die Band spielt klassischen Thrash Metal. Devastators Stil wurde mit Kreator, Razor, Artillery, Heathen, Morbid Saint und Blood Feast verglichen. Auch die Veröffentlichung unter dem Namen Blessed Curse wurde mit Kreators Frühwerken verglichen, außerdem mit dem Thrash Metal der San Francisco Bay Area und Venom.

## Diskografie
als Atrosity
- Fuck Everything (EP, 2005, Eigenveröffentlichung)

als Devastator
- Crush and Kill (EP, 2006, Eigenveröffentlichung)
- Slaughtered Like Pigs… (EP, 2007, Eigenveröffentlichung)
- Burn the Beast (EP, 2009, Salem Rose Music)

als Blessed Curse
- Blessed Curse (Album, 2012, Cyclone Empire)